# Landkreis Passau
Landkreis Passau is een Landkreis in de Duitse deelstaat Beieren. De Landkreis telt 193.454 inwoners (31 december 2020) op een oppervlakte van 1.530,04 km². Het bestuur zetelt in de stad Passau, die zelf als Kreisfreie Stadt echter geen deel uitmaakt van de Landkreis.

## Indeling
Landkreis Passau is verdeeld in 38 gemeenten. Vier gemeenten hebben de status van stad, terwijl 14 gemeenten zich Markt mogen noemen. Het bestuur van de Landkreis zetelt in de stad Passau die zelf, als kreisfreie Stadt, geen deel van de Landkreis is.
Steden
1. Bad Griesbach im Rottal
2. Hauzenberg
3. Pocking
4. Vilshofen an der Donau

Märkte
1. Aidenbach
2. Eging am See
3. Fürstenzell
4. Hofkirchen
5. Hutthurm
6. Kößlarn
7. Obernzell
8. Ortenburg
9. Rotthalmünster
10. Ruhstorf an der Rott
11. Tittling
12. Untergriesbach
13. Wegscheid
14. Windorf

Overige gemeenten
1. Aicha vorm Wald
2. Aldersbach
3. Bad Füssing
4. Beutelsbach
5. Breitenberg
6. Büchlberg
7. Fürstenstein
8. Haarbach
9. Kirchham
10. Malching
11. Neuburg am Inn
12. Neuhaus am Inn
13. Neukirchen vorm Wald
14. Ruderting
15. Salzweg
16. Sonnen
17. Tettenweis
18. Thyrnau
19. Tiefenbach
20. Witzmannsberg

Aichach-Friedberg · Altötting · Amberg · Amberg-Sulzbach · Ansbach (stad) · Landkreis Ansbach · Aschaffenburg (stad) · Landkreis Aschaffenburg · Augsburg (stad) · Landkreis Augsburg · Bad Kissingen · Bad Tölz-Wolfratshausen · Bamberg (stad) · Landkreis Bamberg · Bayreuth (stad) · Landkreis Bayreuth · Berchtesgadener Land · Cham · Coburg (stad) · Landkreis Coburg · Dachau · Deggendorf · Dillingen an der Donau · Dingolfing Landau · Donau-Ries · Ebersberg · Eichstätt · Erding · Erlangen · Erlangen-Höchstadt · Forchheim · Freising · Feyung-Grafenau · Fürstenfeldbruck · Fürth (stad) · Landkreis Fürth · Garmisch-Partenkirchen · Günzburg · Haßberge · Hof (stad) · Landkreis Hof · Ingolstadt · Kaufbeuren · Kelheim · Kempten im Allgäu · Kitzingen · Kronach · Kulmbach · Landsberg am Lech · Landshut (stad) · Landkreis Landshut · Lichtenfels · Lindau · Main-Spessart · Memmingen · Miesbach · Miltenberg · Mühldorf am Inn · München · Landkreis München · Neuburg-Schrobenhausen · Neumarkt in der Oberpfalz · Neurenberg · Neustadt an der Aisch-Bad Windsheim · Neustadt an der Waldnaab · Neu-Ulm · Nürnberger Land · Oberallgäu · Ostallgäu · Passau (stad) · Landkreis Passau · Pfaffenhofen an der Ilm · Regen · Regensburg (stad) · Landkreis Regensburg · Rhön-Grabfeld · Rosenheim (stad) · Landkreis Rosenheim · Roth · Rottal-Inn · Schwabach · Schwandorf · Schweinfurt (stad) · Landkreis Schweinfurt · Starnberg · Straubing · Straubing-Bogen · Tirschenreuth · Traunstein · Unterallgäu · Weiden in der Oberpfalz · Weilheim-Schongau · Weißenburg-Gunzenhausen · Wunsiedel im Fichtelgebirge · Würzburg (stad) · Landkreis Würzburg
Aicha vorm Wald ·
Aidenbach ·
Aldersbach ·
Bad Füssing ·
Bad Griesbach i.Rottal ·
Beutelsbach ·
Breitenberg ·
Büchlberg ·
Eging a.See ·
Fürstenstein ·
Fürstenzell ·
Haarbach ·
Hauzenberg ·
Hofkirchen ·
Hutthurm ·
Kirchham ·
Kößlarn ·
Malching ·
Neuburg a.Inn ·
Neuhaus a.Inn ·
Neukirchen vorm Wald ·
Obernzell ·
Ortenburg ·
Pocking ·
Rotthalmünster ·
Ruderting ·
Ruhstorf a.d.Rott ·
Salzweg ·
Sonnen ·
Tettenweis ·
Thyrnau ·
Tiefenbach ·
Tittling ·
Untergriesbach ·
Vilshofen an der Donau ·
Wegscheid ·
Windorf ·
Witzmannsberg